# Vester Nebel Sogn (Esbjerg Kommune)
Vester Nebel Sogn  ist eine Kirchspielsgemeinde (dän.: Sogn) im südlichen Dänemark. Bis 1970 gehörte sie zur Harde Skast Herred im damaligen Ribe Amt, danach zur Esbjerg Kommune im erweiterten Ribe Amt, die im Zuge der Kommunalreform zum 1. Januar 2007 in der „neuen“ Esbjerg Kommune in der Region Syddanmark aufgegangen ist.

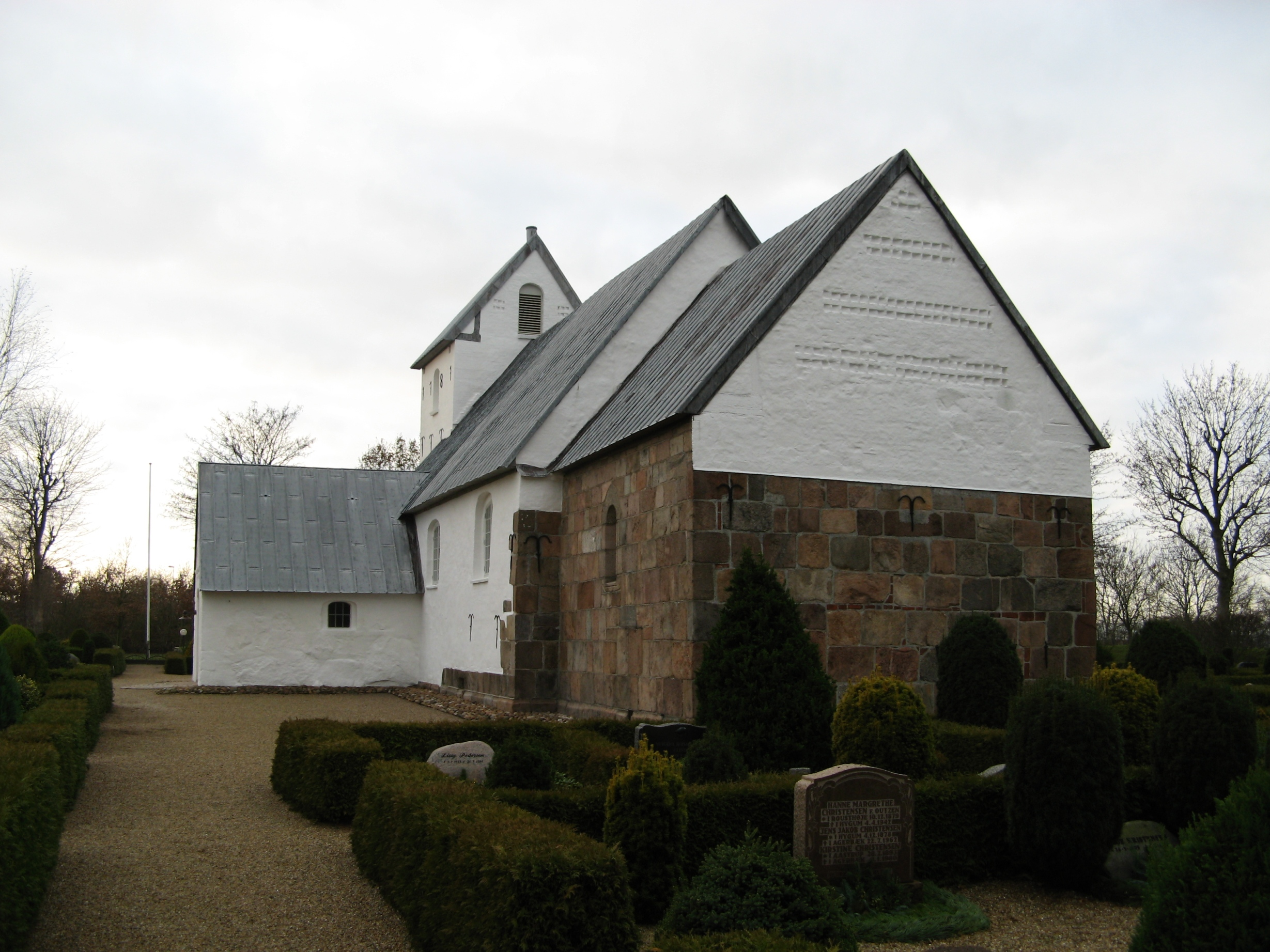
Vester Nebel kirke

Am 1. Januar 2023 lebten 793 Einwohner im Kirchspiel, davon lebten im Kirchdorf Vester Nebel 421. Im Kirchspiel liegt die Kirche „Vester Nebel kirke“.
Nachbargemeinden sind im Süden Skads, im Westen Bryndum und auf dem Gebiet der Varde Kommune im Norden Varde und im Osten Grimstrup.